# 外埔 (彰化縣)
外埔，是臺灣彰化縣福興鄉的一個傳統地域名稱，位於該鄉東部。相較於今日行政區，其範圍大致與外埔村相近。

## 歷史
台灣清治末期至日治初期，外埔地區為一街庄，稱為「外埔庄」，隸屬於馬芝堡。該庄西北與橋頭庄為鄰，北與大崙庄為鄰，東北、東及東南與埔姜崙庄為鄰，南邊為外中庄，西邊為番社庄。
1901年（日治明治三十四年）11月，該庄隸屬於彰化廳。1909年（明治四十二年）10月，改隸屬於臺中廳。1920年（大正九年），該庄改制為「外埔」大字，隸屬於臺中州彰化郡福興庄。
戰後福興庄改制為福興鄉，隸屬於彰化縣，大字亦改制為村。

## 學校
- 大興國小